# David Cal
David Cal, född den 10 oktober 1982 i Cangas do Morrazo, Spanien, är en spansk kanotist.
Han tog OS-guld i C-1 1000 meter och OS-silver i C-1 500 meter i samband med de olympiska kanottävlingarna 2004 i Aten.
Han tog därefter OS-silver i C-1 1000 meter och OS-silver i C-1 500 meter i samband med de olympiska kanottävlingarna 2008 i Peking.
Han tog återigen OS-silver i C-1 1000 meter i samband med de olympiska kanottävlingarna 2012 i London.